# Катастрофа Ту-124 под Днепропетровском
Катастрофа Ту-124 под Днепропетровском — авиационная катастрофа, произошедшая в среду 2 сентября 1970 года близ села Заполички недалеко от Днепропетровска. Авиалайнер Ту-124 Вильнюсского ОАО авиакомпании «Аэрофлот» выполнял плановый пассажирский рейс SU-3630 по маршруту Минеральные Воды — Ростов-на-Дону — Вильнюс, но через 42 минуты после взлёта из Ростовского аэропорта лайнер перешёл в резкое снижение и через 4 минуты нахождения в таком состоянии рухнул на землю и полностью разрушился. Погибли все 37 человек на борту — 32 пассажира и 5 членов экипажа.
Официальная причина катастрофы так и не была установлена.

## Самолёт
Ту-124 с бортовым номером 45012 (заводской — 1350402, серийный — 04-02) был выпущен Харьковским авиазаводом 30 сентября 1961 года, а 15 ноября передан Главному управлению гражданского воздушного флота. Авиалайнер был направлен во Внуковский лётный отряд Московского УГА, причём с 14 августа по 14 ноября 1962 года он временно был передан Министерству авиапромышленности в лётный центр ГосНИИГА. 12 декабря 1965 года борт 45012 был передан в Вильнюсский авиаотряд Литовского УГА. Изначально у самолёта был салон на 44 пассажирских места, но позже его переделали на 56-местный. На момент катастрофы авиалайнер имел 7504 часа налёта и 6996 посадок.

## Экипаж
Ту-124 управлял экипаж из 277-го лётного отряда, состав которого был:
Командир воздушного судна (КВС) — Стефан Макаревич
Второй пилот — Александр Заблоцкий
Бортмеханик — Василий Кувшинов
Штурман — Александр Пономарёв
А салоне самолёта работала стюардесса Евгения Лапицкая

## Катастрофа
В 14:55 МСК рейс 3630 вылетел из Ростовского аэропорта, рейс выполнял Ту-124 борт СССР-45012 и он должен был выполнить рейс из Минеральных Вод в Вильнюс с промежуточной посадкой в Ростове-на Дону. После подъёма занял эшелон 8400 метров. Всего на борту самолёта находились 32 пассажира. Согласно прогнозу погоды, на маршруте самолёта были слоисто-кучевые облака с разрывами и верхней границей около 2000—2500 метров, неустойчивый ветер со скоростью около 3—6 м/с, а также небольшая болтанка.
В 15:14 экипаж доложил о пролёте Донецка на эшелоне 8400 метров, на что авиадиспетчер дал им команду поскорее занять эшелон 9000 метров, так как на высоте 8400 был встречный самолёт. Экипаж подтвердил получение команды, а в 15:16 доложил о подъёме до высоты 9000 метров. В 15:31 рейс 3630 связался с юго-западным сектором Харьковского РДП и доложил, что пролетел Днепропетровск и намерен осуществить пролёт Кременчуга в 15:41. Путевая скорость самолёта относительно земли составляла 852 км/ч, сам экипаж при данных переговорах говорил спокойно и чётко.
Неожиданно в 15:37 в Харьковском диспетчерском центре услышали с данного самолёта передачу, состоящей всего из одной фразы: Сорок пять… [длительная пауза] ноль… [почти с выкриком] двенадцать. После этого связь с экипажем прервалась и на вызовы он не отвечал, так и не успев ничего доложить центру.
По данным комиссии, находящийся на высоте 9000 метров авиалайнер перешёл в крутое пикирование с левым разворотом. Он развернулся на 266°, когда на скорости 950 км/ч под углом около 70—75° и с левым креном врезался в кукурузное поле между сёлами Лиховка и Заполички Верхнеднепровского района Днепропетровской области на расстоянии 9 километров левее трассы и взорвался. На месте падения сформировалась глубокая воронка, а располагалось оно в 70 километрах от Днепропетровска и в 57 километрах от Кременчуга. Все 37 человек (5 членов экипажа и 32 пассажира) на борту самолёта погибли.

## Расследование
По изучению обломков было определено, что при ударе самолёта о землю триммер руля направления был отклонён до упора вправо, а триммер первого (левого) элерона — до упора вверх. Шасси, щитки, закрылки и интерцепторы при этом были убраны, а режим двигателей установлен на малый газ. Однако на параметрическом регистраторе (К3-63) записи отсутствовали.
Комиссия исследовала множество вариантов, в том числе:
- Поражение в результате стрельбы или запуска беспилотных летательных аппаратов военными
- Разрушение в воздухе
- Столкновение в воздухе с каким-либо объектом, включая метеозонды

Однако ни одна из них не была подтверждена. Погодные условия на маршруте также не могли привести к катастрофе. Сильное обгорание правого двигателя, а также на элементах его системы кондиционирования поначалу привели к мысли о пожаре на борту. Однако исследование погибших показало, что отравления дымом не было, а повреждения огнём были нанесены пожаром, возникшим в результате падения самолёта.
Комиссией лишь был сделан вывод, что максимальное отклонение триммеров руля направления и на левом элероне при пикировании значительно осложнило пилотирование самолёта на высокой скорости и значительно усугубило ситуацию. Однако сама причина катастрофы установлена так и не была.